# AEGON Trophy
AEGON Trophy — профессиональный международный теннисный турнир, проводимый ITF в рамках своего женского тура и ATP в рамках своего тура Challenger.
Соревнования проводятся в городе Ноттингем, Великобритания в июне, параллельно второй неделе Roland Garros, начиная подготовительную к Уимблдону серию турниров на травяном покрытии.

## История
Соревнование организовано в 2009 году, когда по решению LTA проводимый ранее в Ноттингеме турнир ATP был переведён в Истборн и объединенён с местным соревнованием WTA. Титульным спонсором нового соревнования выступил один из партнёров британской ассоциации того времени — голландская страховая компания AEGON.
Место в календаре профессионального тура в эти сроки было освобождено за счёт ликвидации схожего по статусу турнира — лондонского Surbiton Trophy, проводившегося с 1997 года.

## Финалы разных лет

### Одиночный турнир среди мужчин
| Год  | Чемпион           | Финалист          | Счёт финала       |
| ---- | ----------------- | ----------------- | ----------------- |
| 2014 | Маркос Багдатис   | Маринко Матошевич | 6-4 6-3           |
| 2013 | Мэттью Эбден      | Беньямин Беккер   | 7-5 4-6 7-5       |
| 2012 | Беньямин Беккер   | Дмитрий Турсунов  | 4-6 6-1 6-4       |
| 2011 | Жиль Мюллер       | Маттиас Бахингер  | 7-6(4) 6-2        |
| 2010 | Ричардас Беранкис | Го Соэда          | 6-4 6-4           |
| 2009 | Брендан Эванс     | Илья Бозоляц      | 6-7(4) 6-4 7-6(4) |

### Одиночный турнир среди женщин
| Год  | Чемпионка           | Финалистка        | Счёт финала |
| ---- | ------------------- | ----------------- | ----------- |
| 2014 | Кристина Плишкова   | Зарина Дияс       | 6-2 3-6 6-4 |
| 2013 | Петра Мартич        | Каролина Плишкова | 6-3 6-3     |
| 2012 | Урсула Радваньская  | Коко Вандевеге    | 6-1 4-6 6-1 |
| 2011 | Элени Данилиду      | Ольга Говорцова   | 1-6 6-4 6-2 |
| 2010 | Елена Балтача       | Карли Галликсон   | 6-2 6-2     |
| 2009 | Мария Елена Камерин | Штефани Фёгеле    | 6-2 4-6 6-1 |

### Парный турнир среди мужчин
| Год  | Чемпионы                        | Финалисты                        | Счёт финала        |
| ---- | ------------------------------- | -------------------------------- | ------------------ |
| 2014 | Крис Гуччоне Раджив Рам         | Колин Флеминг Андре Са           | 6-7(2) 6-2 [11-9]  |
| 2013 | Джейми Маррей Джон Пирс         | Кен Скупски Нил Скупски          | 6-2 6-7(3) [10-6]  |
| 2012 | Трет Конрад Хьюи Доминик Инглот | Джонатан Маррей Фредерик Нильсен | 6-4 6-7(9) [10-8]  |
| 2011 | Колин Флеминг (2) Росс Хатчинс  | Дастин Браун Мартин Эммрих       | 4-6 7-6(8) [13-11] |
| 2010 | Колин Флеминг Кен Скупски       | Эрик Буторак Скотт Липски        | 7-6(3) 6-4         |
| 2009 | Эрик Буторак Скотт Липски       | Колин Флеминг Кен Скупски        | 6-4 6-4            |

### Парный турнир среди женщин
| Год  | Чемпионки                      | Финалистки                      | Счёт финала       |
| ---- | ------------------------------ | ------------------------------- | ----------------- |
| 2014 | Джоселин Рэй Анна Смит         | Шэрон Фичмен Мария Санчес       | 7-6(5) 4-6 [10-5] |
| 2013 | Мария Санчес Никола Слейтер    | Габриэла Дабровски Шэрон Фичмен | 4-6 6-3 [10-8]    |
| 2012 | Элени Данилиду Кейси Деллакква | Лора Робсон Хезер Уотсон        | 6-4 6-2           |
| 2011 | Кимико Датэ-Крумм Чжан Шуай    | Ракель Копс-Джонс Абигейл Спирс | 6-4 7-6(7)        |
| 2010 | Сара Борвелл Ракель Копс-Джонс | Наоми Броуди Кэти О`Брайен      | 6-3 2-6 [10-7]    |
| 2009 | Алекса Глатч Натали Грандин    | Элени Данилиду Рика Фудзивара   | 6-3 2-6 [10-7]    |